# Валентов, Александр Анатольевич
Александр Анатольевич Валентов (род. 20 марта 1969) — советский и российский футболист, нападающий, полузащитник.
Футболом занимался с семи лет, первый тренер Борис Михайлович Перепёлко. Воспитанник ДЮСШ «Юность» Благовещенск. С девятого класса — в «Амуре» Благовещенск. За команду играл в 1985—1987, 1990—1993, 1994—1999, 2001—2002 годах. Провёл 313 матчей, забил 35 мячей. В период армейской службы в 1987—1989 годах играл за «Темп» Белогорск и СКА Хабаровск. Первую половину сезона-1994 отыграл за «Автомобилист» Южно-Сахалинск, также выступал за «Чкаловец-Олимпик» Новосибирск (2000) и «Сибиряк» Братск (2000—2001).
Окончил Иркутский государственный педагогический институт по специальности физическая культура и спорт.
Тренер в «Амуре» (2004). С 2005 года тренер команд «Коммунальник» и «Ветеран» (Благовещенск).
Член Президиума, руководитель комитета ветеранского футбола федерации футбола Благовещенска.